# Грошій-Циблешулуй
Грошій-Циблешулуй (рум. Groșii Țibleșului) — комуна у повіті Марамуреш в Румунії. До складу комуни входить єдине село Грошій-Циблешулуй.
Комуна розташована на відстані 373 км на північний захід від Бухареста, 41 км на південний схід від Бая-Маре, 86 км на північний схід від Клуж-Напоки.

## Населення
У 2009 році у комуні проживали 2122 особи.

## Зовнішні посилання
- Дані про комуну Грошій-Циблешулуй на сайті Ghidul Primăriilor [Архівовано 7 травня 2012 у Wayback Machine.]